# Lagenicella variabilis
Lagenicella variabilis är en mossdjursart som beskrevs av Moyano 1991. Lagenicella variabilis ingår i släktet Lagenicella och familjen Teuchoporidae. Inga underarter finns listade i Catalogue of Life.